# Bessie Coleman

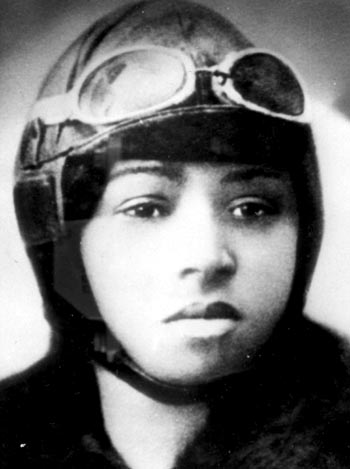
Bessie Coleman (1892-1926)

Bessie Coleman, zwana Queen Bess (Królowa Bess) (ur. 26 stycznia 1892 w Atlancie w Teksasie, zm. 30 kwietnia 1926 w Jacksonville) – amerykańska pilotka i działaczka społeczna. Była pierwszym Afroamerykaninem, który otrzymał międzynarodową licencję pilota. Była także działaczką na rzecz praw Afroamerykanów w USA.

## Życiorys
Urodziła się w ubogiej wielodzietnej rodzinie farmerskiej. Jako Afroamerykanka nie miała możliwości kształcenia się na południu USA i dlatego w 1915 przeniosła się do Chicago, gdzie początkowo pracowała jako sprzedawczyni i manikiurzystka oraz zainteresowała się pilotowaniem samolotów. Uzyskała wsparcie miejscowych zamożnych i wpływowych Afroamerykanów, którzy postanowili urządzić zbiórkę pieniędzy na jej kształcenie jako pilota. Za zebrane fundusze nauczyła się języka francuskiego i 20 listopada 1920 wyjechała do Francji, która wówczas jako jedyny kraj pozwalała kobietom ubiegać się o licencję pilota.

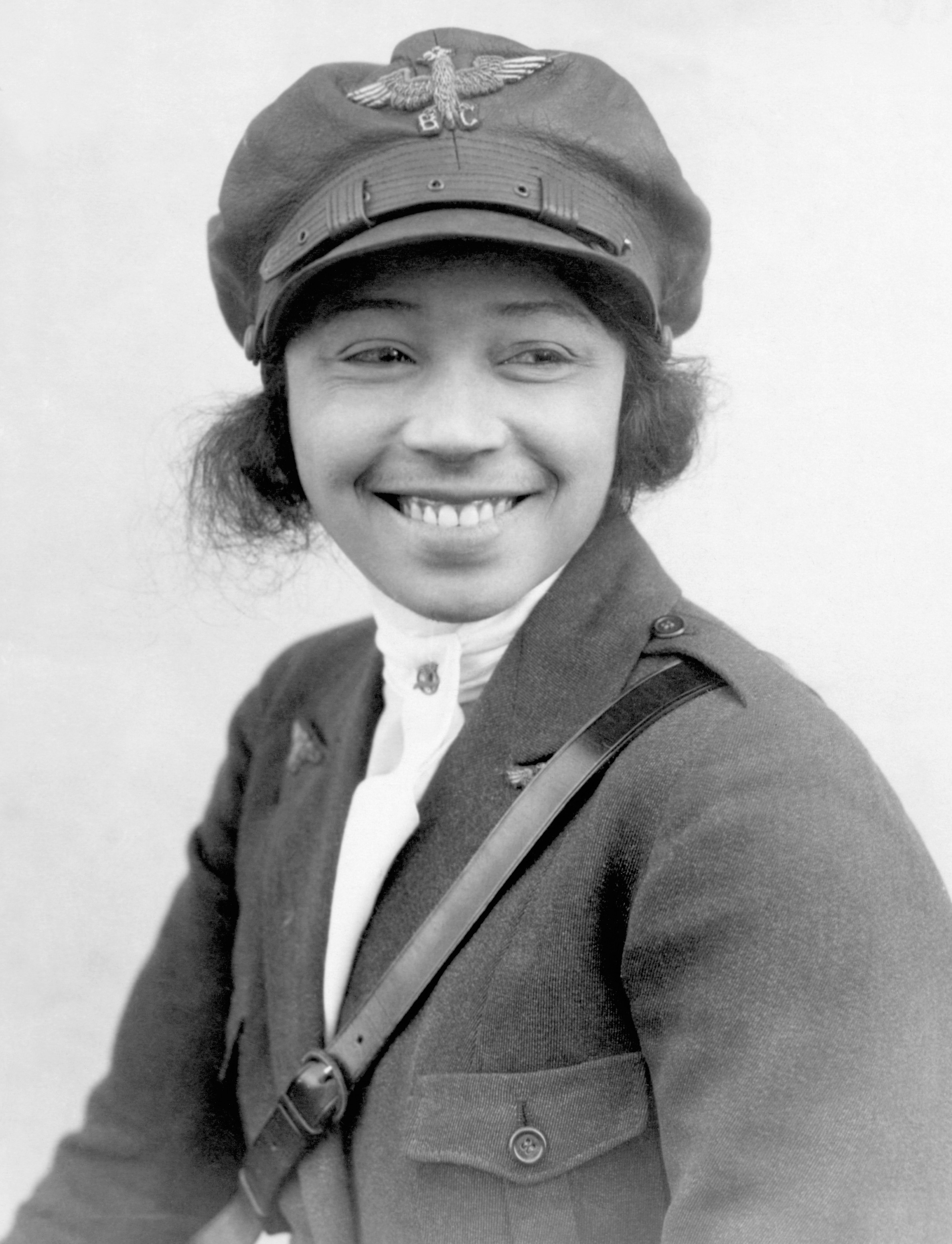
Bessie Coleman w 1923

Kiedy we wrześniu 1921 wróciła do USA, stała się wydarzeniem medialnym i sensacją jako pierwsza Afroamerykanka-pilot. Od 1922 uczestniczyła w wielu pokazach lotniczych i wyszła cało z kilku wypadków. Odmówiła udziału w filmie autobiograficznym, który jej zdaniem powielał „stereotypy rasowe”. Zarobione pieniądze zamierzała przeznaczyć na ufundowanie szkoły lotniczej dla Afroamerykanów. Nie zdążyła zrealizować tych planów, ponieważ zginęła w wypadku, wypadając z pikującego w dół samolotu. Została pochowana w Chicago, a jej pogrzeb przekształcił się w ogólnopaństwową manifestację Afroamerykanów. Ustanowiono tradycję corocznych przelotów Afroamerykańskich pilotów nad jej grobem w rocznice śmierci.
W 2023 roku System Rezerwy Federalnej wyemitował dwie upamiętniające ją ćwierćdolarowe monety: srebrną monetę kolekcjonerską oraz towarzyszącą jej monetę okolicznościową.